# Hyperolius nitidulus
Hyperolius nitidulus är en groddjursart som beskrevs av Peters 1875. Hyperolius nitidulus ingår i släktet Hyperolius och familjen gräsgrodor. IUCN kategoriserar arten globalt som livskraftig. Inga underarter finns listade i Catalogue of Life.